# Margareta Henning
Margareta Henning, född 13 januari 1936 i Stockholm, är en svensk skådespelare.
Henning är dotter till simmaren Thor Henning. Hon är kusin med skådespelaren Eva Henning.
Margareta Henning var från 1956 gift med affärsmannen Claes Nobel (1930–2021). De utflyttade till USA 1959.

## Filmografi
- 1955 – Sista ringen
- 1956 – Blånande hav
- 1956 – Nattbarn
- 1956 – Sjunde himlen
- 1957 – En drömmares vandring